# شوكولاتة بوكا

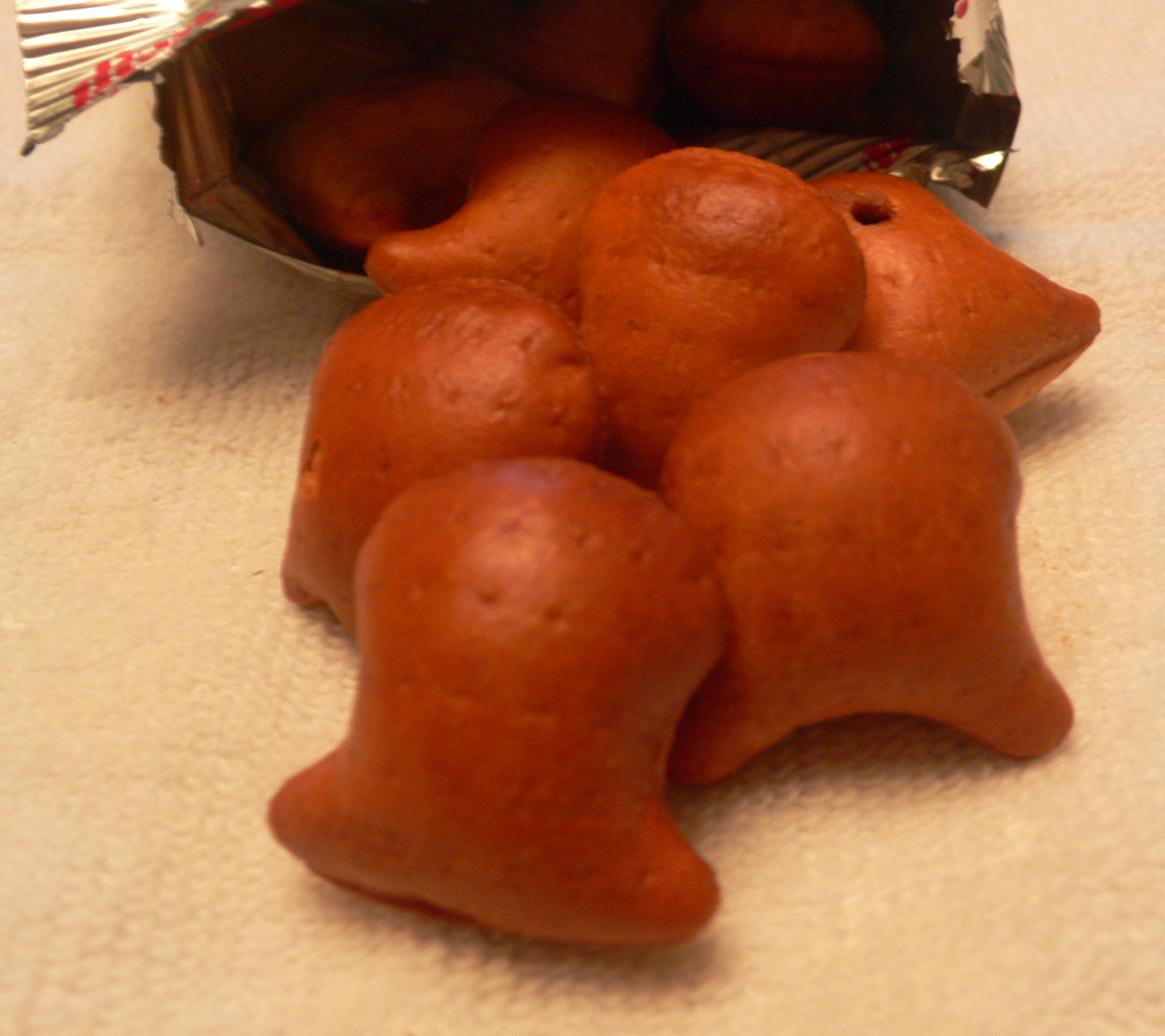
شوكولاتة بوكا

شوكولاتة بوكا هي حلوى يابانية مملحة مخبوزة مع كريمة الشوكولاتة. كما أنها متوفر بالعديد من النكهات مثل الفراولة والحليب. تم إنشاؤه من قبل شركة ميجي سيكا اليابانية ولديها العديد من الموزعين في الولايات المتحدة الأمريكية، على الرغم من أنها لا تزال محدودة للغاية وتعتبر منتجًا نادرا, يمكن للشخص العثور عليها بشكل أساسي في بقالات السوق الآسيوية أو متاجر الوجبات الخفيفة الآسيوية . يمكن العثور على شوكولاتة البوكا أيضًا في بعض الأحيان في المتاجر أو المؤتمرات التي تلبي احتياجات الجماهير المهتمة بالرسوم المتحركة اليابانية او الأنمي . لا علاقة لها بمسلسل الرسوم المتحركة الشهير بوكا .

## روابط خارجية
- موقع Pucca الرسمي
- موزع في الولايات المتحدة